# Fu Haifeng
Fu Haifeng (n. 2 ianuarie 1984, Huilai County⁠(d), Guangdong, Republica Populară Chineză) este un jucător de badminton ce a reprezentat Republica Populară Chineză, medaliat olimpic. A participat la 4 ediții ale Jocurilor Olimpice (2004, 2008, 2012, 2016) în care a câștigat o medalie de aur și o medalie de argint.